# パーツヨキ川
パーツヨキ川（パーツヨキがわ、フィンランド語: Paatsjoki、スコルト・サーミ語: Paaččjokk、北部サーミ語: Báhčaveaijohka、ノルウェー語: Pasvikelva、スウェーデン語: Pasvik älv、ロシア語: Паз もしくは Патсойоки）は、フィンランドとノルウェー、ロシアを流れる河川。1944年の継続戦争終結以来、ノルウェーとロシアの国境となっている。フィンランド語の「joki」は「川」の意味であるため、重言を避けるためにパーツ川と呼ばれることもある。
フィンランドのイナリ湖に源を発し、ノルウェーとロシアを経てキルケネス近くのベクフィヨルドにそそぎ、ヴァランゲルフィヨルドからバレンツ海に至る。全長145km、流域面積は1万8404平方km。川沿いに立地する一連の水力発電施設は、パーツヨキ川水力発電所である。
沿岸には広大なヨーロッパアカマツの森林と湿地があり、ヒシクイ、スズガモ、コホオアカ、ヒグマ、ユーラシアカワウソなどの繁殖地と生息地となっている。流域の一部は1996年にラムサール条約登録地となった。
タイセイヨウサケの好漁場であるが、漁や釣りをする際は国境線に十分留意しなくてはならない。